# فهرست فرودگاه‌های جمهوری ترک قبرس شمالی
این مقاله شامل فهرست فرودگاه‌های جمهوری ترک قبرس شمالی است.

## فرودگاه‌ها
| مکان                 | ایکائو               | یاتا                 | نام فرودگاه             |
| فرودگاه‌های بین‌المللی | فرودگاه‌های بین‌المللی | فرودگاه‌های بین‌المللی | فرودگاه‌های بین‌المللی    |
| -------------------- | -------------------- | -------------------- | ----------------------- |
| نیکوزیا              | LCEN                 | ECN                  | فرودگاه بین‌المللی ارجان |
| فاماگوستا            |                      |                      | Geçitkale Airport       |
| فرودگاه‌های نظامی     |                      |                      |                         |
| نیکوزیا Gonyeli      |                      |                      | İlker Karter Air Base   |